# Валайм
Вала́йм (фр. Walheim) — коммуна на северо-востоке Франции в регионе Гранд-Эст (бывший Эльзас — Шампань — Арденны — Лотарингия), департамент Верхний Рейн, округ Альткирш, кантон Альткирш.
Площадь коммуны — 4,83 км², население — 878 человек (2006) с тенденцией к росту: 951 человек (2012), плотность населения — 196,9 чел/км².

## Население
Численность населения коммуны в 2011 году составляла 944 человека, а в 2012 году — 951 человек.
| 1962 | 1968 | 1975 | 1982 | 1990 | 1999 | 2006 | 2008 | 2011 | 2012 |
| ---- | ---- | ---- | ---- | ---- | ---- | ---- | ---- | ---- | ---- |
| 660  | 693  | 696  | 726  | 716  | 746  | 878  | 894  | 944  | 951  |

Динамика населения:

## Экономика
В 2010 году из 600 человек трудоспособного возраста (от 15 до 64 лет) 475 были экономически активными, 125 — неактивными (показатель активности 79,2 %, в 1999 году — 67,4 %). Из 475 активных трудоспособных жителей работал 441 человек (233 мужчины и 208 женщин), 34 числились безработными (14 мужчин и 20 женщин). Среди 125 трудоспособных неактивных граждан 50 были учениками либо студентами, 42 — пенсионерами, а ещё 33 — были неактивны в силу других причин.
На протяжении 2011 года в коммуне числилось 372 облагаемых налогом домохозяйства, в которых проживало 932,5 человека. При этом медиана доходов составила 24055 евро на одного налогоплательщика.

## Достопримечательности (фотогалерея)
- Церковь Сен-Мартен
- Апсида